# Marciana (keizerin)
Ulpia Marciana (ca. 48-112/4) was keizerin van Rome van 105 tot haar dood in 112.  Zij was de zuster van keizer Trajanus.
Toen Trajanus keizer werd was zij reeds weduwe.  Zij was goed bevriend met haar schoonzuster Pompeia Plotina met wie zij samen de titel Augusta kreeg aangeboden toen Trajanus keizer werd in 98 en beiden weigerden.  In 105 accepteerden zij de titel alsnog en werden daarmee keizerin.  Het jaar van haar overlijden is onzeker.  Sommigen suggereren 105, hetzelfde jaar dat ze keizerin werd, maar de jaren 112 of 114 zijn waarschijnlijker.
Zij was de dochter van Marcus Ulpius Traianus en Marcia.